# Gael García Bernal
Gael García Bernal (Guadalajara, 30 november 1978) is een Mexicaans acteur.

## Biografie
Bernals acteercarrière begon samen met zijn ouders op het toneel. Zijn debuut op het witte doek beleeft hij op elfjarige leeftijd in de televisieserie Teresa (1989).
Op zijn zeventiende begon hij aan dramalessen aan de Central School of Speech and Drama in Londen. Hij was de eerste Mexicaan die hier werd aangenomen.
Bernal speelde in verschillende producties van Mexicaanse bodem. Hij gaf gestalte aan Che Guevara in verschillende films, waaronder Diarios de motocicleta uit 2004.
Zijn eerste grote productie was Amores Perros (2000), waarin hij Octavio speelde.

### Privéleven
Van maart 2003 tot mei 2004 had Bernal een relatie met actrice Natalie Portman. Met zijn vriendin Dolores Fonzi kreeg hij zoon en een dochter. Ze hadden elkaar ontmoet op de set van Vidas privadas.

## Filmografie

### Film
| Filmografie als acteur |                           |
| Jaar                   | Titel                     |
| 1996                   | De tripas, corazón        |
| 2000                   | Amores perros             |
| 2000                   | Cerebro                   |
| 2001                   | Sin noticias de Dios      |
| 2001                   | The Last Post             |
| 2001                   | Vidas privadas            |
| 2001                   | Y tu mamá también         |
| 2001                   | El ojo en la nuca         |
| 2002                   | Fidel                     |
| 2002                   | El crimen del padre Amaro |
| 2002                   | I'm with Lucy             |
| 2003                   | Cuba Libre                |
| 2003                   | Dot the I                 |
| 2004                   | La mala educación         |
| 2004                   | Diarios de motocicleta    |
| 2005                   | The King                  |
| 2006                   | Babel                     |
| 2006                   | The Science of Sleep      |
| 2007                   | Déficit                   |
| 2007                   | El pasado                 |
| 2008                   | Blindness                 |
| 2008                   | Rudo y Cursi              |
| 2009                   | Mammoth                   |
| 2009                   | The Limits of Control     |
| 2010                   | Letters to Juliet         |
| 2010                   | También la lluvia         |
| 2011                   | A Little Bit of Heaven    |
| 2011                   | The Loneliest Planet      |
| 2012                   | Casa de mi Padre          |
| 2012                   | No                        |
| 2012                   | Vamps                     |
| 2014                   | El Ardor                  |
| 2014                   | Rosewater                 |
| 2015                   | Zoom                      |
| 2015                   | Eva no duerme             |
| 2015                   | Desierto                  |
| 2016                   | Me estás matando Susana   |
| 2016                   | Neruda                    |
| 2016                   | Salt and Fire             |
| 2017                   | Si tu voyais son coeur    |
| 2017                   | Coco                      |
| 2018                   | The Kindergarten Teacher  |
| 2018                   | Museo                     |
| 2018                   | Acusada                   |
| 2019                   | It Must Be Heaven         |
| 2019                   | Ema                       |
| 2019                   | Wasp Network              |
| 2021                   | Old                       |
| 2022                   | Werewolf by Night         |
| 2023                   | Cassandro                 |
| 2023                   | The Mother                |
| 2024                   | Another End               |
| 2025                   | Holland                   |

- Biblioteca Nacional de España: XX1598424
- Bibliothèque nationale de France: cb14049995q (data)
- Catàleg d'autoritats de noms i títols de Catalunya: 981058517034406706
- Gemeinsame Normdatei: 130202606
- International Standard Name Identifier: 0000 0001 1827 4980
- Library of Congress Control Number: no2002001246
- Nationale Bibliotheek van Letland: 000279019
- MusicBrainz: 443414f4-5023-4254-ae56-ab746bd2edcd
- Nationale Bibliotheek van Tsjechië: js20050718019
- Nationale Bibliotheek van Israël: 987007409075105171
- Nationale Bibliotheek van Polen: a0000002288220
- Nederlandse Thesaurus van Auteursnamen: 260041572
- Istituto Centrale per il Catalogo Unico: UBOV846508
- Système universitaire de documentation: 067274595
- Virtual International Authority File: 54349277
- WorldCat: E39PBJd88kbWKwwr6vfM3gdhHC